# Oraz Isajew
Oraz Żanuzakuły Isajew (ur. w listopadzie 1899 w obwodzie uralskim, zm. 29 sierpnia 1938 w Kommunarce) – radziecki i kazachski polityk, przewodniczący Rady Komisarzy Ludowych Kazachskiej Autonomicznej SRR w latach 1929-1937 i Kazachskiej SRR w latach 1937-1938.
Od 1919 członek powiatowo-miejskiej milicji w Uralsku, instruktor powiatowego komitetu rewolucyjnego, sekretarz rady wiejskiej, od 1920 w RKP(b), 1920-1922 funkcjonariusz Czeki, 1922-1923 odpowiedzialny instruktor gubernialnego komitetu RKP(b) w Uralsku, 1923-1924 sekretarz odpowiedzialny powiatowego komitetu RKP(b), 1924 zastępca przewodniczącego Krajowej Komisji Kontroli RKP(b) (ponownie pełnił tę funkcję w 1925) i zastępca ludowego komisarza robotniczo-chłopskiej inspekcji Kazachskiej ASRR, 1924-1925 sekretarz Centralnego Komitetu Wykonawczego (CIK) Kazachskiej ASRR, 1925-1927 zastępca kierownika Krajowego Kazachskiego Organizacyjno-Instruktorskiego Komitetu WKP(b), 1927-1928 szef wydziału organizacyjnego Krajowego Kazachskiego Komitetu WKP(b), 1928-1929 II sekretarz tego komitetu. Od kwietnia 1929 do marca 1937 przewodniczący Rady Komisarzy Ludowych Kazachskiej ASRR, następnie do maja 1938 Kazachskiej SRR. Od 13 lipca 1930 do 12 października 1937 kandydat na członka, następnie do 31 maja 1938 członek KC WKP(b). 20 grudnia 1935 odznaczony Orderem Lenina. Podczas "wielkiej czystki" aresztowany 31 maja 1938  przez NKWD, następnie rozstrzelany.